# Harvard Law Record
Harvard Law Record - studencki dwutygodnik wydawany od 1946 na Harvard Law School. Jest najstarszym prawniczym czasopismem studenckim w Stanach Zjednoczonych. Właścicielem czasopisma jest Harvard Law School Record Corporation, pozarządowa organizacja non-profit.